# 王應
王應（?－324年），字安期，琅邪郡臨沂（今山东省臨沂）人，東晉政治人物，被王敦任命為武衛將軍以及王敦的繼承者。其父王含為东晋征東將軍、都督揚州江西諸軍事。叔父王敦無子，以王應為嗣子，王敦是東晉丞相、江州牧、武昌郡開國公。王敦之乱失敗後，王應與其父王含逃至荊州，結果被王舒命人推進江水溺斃。